# Tipula (Vestiplex) leucoprocta
Tipula (Vestiplex) leucoprocta is een tweevleugelige uit de familie langpootmuggen (Tipulidae). De soort komt voor in het Palearctisch gebied.